# Алмина (Канзас)
Алмина (енгл. Almena) град је у америчкој савезној држави Канзас.

## Демографија
По попису из 2010. године број становника је 408, што је 61 (-13,0%) становника мање него 2000. године.
| Група             | 2000.       | 2010.       |
| Белци             | 460 (98,1%) | 394 (96,6%) |
| Афроамериканци    | 1 (0,2%)    | 2 (0,5%)    |
| Азијати           | 0 (0,0%)    | 0 (0,0%)    |
| Хиспаноамериканци | 3 (0,6%)    | 11 (2,7%)   |
| Укупно            | 469         | 408         |